# Cerro Castor
Cerro Castor es un centro de esquí (coordenadas: 54°43'26.04"S 68°1'1.35"O) ubicado en la ladera sur del Cerro Krund, a 26 km de la ciudad de Ushuaia, en la provincia argentina de Tierra del Fuego. Sus pistas pueden utilizarse durante varios meses debido al frío clima de la región. La temporada habitual se desarrolla entre junio y octubre y es, por su ubicación geográfica, la más larga de los principales centros de esquí de la Argentina.

## Centro de esquí
Este importante centro de esquí fue inaugurado en 1999. Hacia 2012, cuenta con diez medios de elevación capaces de elevar hasta 9500 personas por hora: cuatro aerosillas de cuatro asientos, tres telesquíes, y tres alfombras mágicas. Cerro Castor tiene veintiocho pistas (con 600 hectáreas esquiables y un desnivel vertical de 800 metros), un parque de nieve, varios restaurantes y confiterías, zonas de recreación, refugios de montaña, una escuela de esquí, una sala de primeros auxilios y un bosque de lengas. Muchas de las pistas están homologadas por la Federación Internacional de Esquí. Además del clásico esquí alpino, en el cerro se pueden realizar otras actividades como snowboard, snowblade (skiblade), esquí de travesía, trineos, esquí de fondo y caminatas en la nieve con raquetas.